# Hannelore Spies
Hannelore Spies, geb. Weber  (* 21. März 1918 in Bremen; † 11. November 1986 in Bremen) war eine deutsche Pädagogin und Politikerin (CDU) in Bremen und Mitglied der Bremischen Bürgerschaft.

## Biografie

### Familie, Ausbildung und Beruf
Spies war die Tochter eines Gärtnermeisters. Sie erwarb 1939 ihr Abitur am Kippenberg-Gymnasium in Bremen und studierte von 1940 bis 1945 auf Lehramt mit den Fächern Biologie und Geschichte an der Universität Hamburg, an der Universität Freiburg und der Universität Straßburg und war nach ihrer Zeit im Bund Deutscher Mädel (BdM) von 1936 – 1940 war sie on 1940 bis 1945 aktives Mitglied im Nationalsozialistischen Deutscher Studentenbund (ANST = AG nationalsozialistischer Studentinnen), wo sie verschiedene Funktionen bekleidete: September – Dezember 1940 ANST-Gruppenführerin an der Universität Hamburg und von Januar – März 1941 Leiterin des ANST-Personalamtes sowie von April 1941 – März 1943 vertretende ANST-Referentin an der Universität Freiburg.
Ihre Prüfung bestand sie im Februar 1945 in Göttingen.
Im Dezember 1947 wurde sie anhand ihres Meldebogens als „nicht betroffen“ entnazifiziert.
Sie war von 1946 bis 1952 im bremischen Schuldienst tätig, zuletzt als Studienrätin, anschließend Hausfrau.
Spies war verheiratet und hatte zwei Kinder.

### Politik ab 1950
Spies war seit den 1950er Jahren Mitglied in der CDU in Bremen. Hier setzte sie sich für frauenpolitische Forderungen ein wie zum Scheidungsrecht und für bessere Bildungs- und Ausbildungsmöglichkeiten für Mädchen. Sie war von 1967 bis 1979 rund 12 Jahre lang Mitglied in der Bremischen Bürgerschaft und wirkte in verschiedenen Deputationen und Ausschüssen der Bürgerschaft, so in der Deputationen für Bildung. Sie war bildungspolitische Sprecherin der CDU-Fraktion.

### Frauenausschuss
Spies engagierte sich seit den 1950er Jahren im überparteilichen Bremer Frauenausschuss. Sie war Mitglied im Vorstand und dessen langjährige Vorsitzende von 1973 bis 1979 als Nachfolgerin von Eva Schütte (FDP) und von 1981 bis 1983. Ein Schwerpunkt ihrer Arbeit lag darin, auf das Problem der Misshandlung von Frauen aufmerksam zu machen. Sie setzte sich für die Einrichtung von Frauenhäusern in Bremen ein. 1980 wurde sie für den Frauenausschuss in den Rundfunkrat von Radio Bremen gewählt.

## Ehrungen
- 1984 wurde ihr das Bundesverdienstkreuz I. Klasse verliehen.
- Der Hannelore-Spies-Weg in Bremen - Osterholz wurde nach ihr benannt.